# 四手のためのピアノソナタ (モーツァルト)
四手のためのピアノソナタ（よんしゅのためのピアノソナタ）は、ピアノの連弾用に作曲されたピアノソナタである。本項ではヴォルフガング・アマデウス・モーツァルトの作品について扱う。
モーツァルトはピアノやオルガンなどの鍵盤楽器を1人で1台演奏する曲（独奏曲）の他に、2人で1台演奏するもの（連弾曲）や2人で2台演奏するもの（ピアノ二重奏曲）も作曲しており、これらの曲名には「四手のための」（zu vier Händen）あるいは「2台のピアノのための」（für zwei Klaviere）と付されている。なお、ピアノ協奏曲にも複数台のピアノが演奏されるものがある。

## 概要
モーツァルトが作曲した四手のためのピアノソナタは6曲あるが、このうち1曲は未完となっている。また、モーツァルトは四手のためのピアノ曲として、ピアノソナタの他に変奏曲も作曲している。

## 四手のためのピアノソナタ

### 四手のためのピアノソナタ ハ長調 K.19d
四手のためのピアノソナタ ハ長調 K.19dは、モーツァルトが9歳の時（1765年5月13日以前）にロンドンで作曲したとされている。
- 原語曲名：Sonate in C für Klavier zu vier Händen KV 19d
- 構成
  - 第1楽章 Allegro 2分の2拍子
  - 第2楽章 Menuetto 4分の3拍子
  - 第3楽章 Rondo(Allegretto) 4分の2拍子

### 四手のためのピアノソナタ 変ロ長調 K.358 (186c)
四手のためのピアノソナタ 変ロ長調 K.358 (186c) は、モーツァルトが18歳の時にザルツブルクで作曲、1774年春に完成した。
- 原語曲名：Sonate in B für Klavier zu vier Händen KV 358 (186c)
- 構成
  - 第1楽章 Allegro
  - 第2楽章 Adagio
  - 第3楽章 Molto Presto

### 四手のためのピアノソナタ ニ長調 K.381 (123a)
四手のためのピアノソナタ ニ長調 K.381 (123a) は、モーツァルトが16歳の時にザルツブルクで作曲、1772年初めに完成したとされる。イタリア風のシンフォニアを四手に編んだような曲である。この曲は1781年にウィーンで作曲されたと考えられていたが、草稿を姉のナンネルが持っていたことと、モーツァルト姉弟が1772年にザルツブルクで弾いたと推定されるようになったことから、新番号K.123aが与えられた。モーツァルトはこの曲を姉と連弾するために作曲したと考えられる。
- 原語曲名：Sonate in D für Klavier zu vier Händen KV 381 (123a)
- 構成
  - 第1楽章 Allegro ニ長調 4分の4拍子 ソナタ形式
  - 第2楽章 Andante ト長調 4分の3拍子 ソナタ形式
  - 第3楽章 Allegro molto ニ長調 4分の2拍子 ソナタ形式

### 四手のためのピアノソナタ ヘ長調 K.497
四手のためのピアノソナタ ヘ長調 K.497は、モーツァルトが30歳の時にウィーンで作曲、1786年8月1日に完成した。
- 原語曲名：Sonate in F für Klavier zu vier Händen KV 497
- 構成
  - 第1楽章 Adagio-Allegro di molto
  - 第2楽章 Andante
  - 第3楽章 Allegro

### 四手のためのピアノソナタ ハ長調 K.521
四手のためのピアノソナタ ハ長調 K.521は、モーツァルトが31歳の時にウィーンで作曲、1787年5月29日に完成した。最初は2台のクラヴィーア（ピアノ）のために作曲したらしい。モーツァルトの親友ゴットフリートとピアノの弟子で美貌の才媛として知られたフランツィスカのジャカン兄妹に捧げられた。
- 原語曲名：Sonate in C für Klavier zu vier Händen KV 521
- 構成
  - 第1楽章 Allegro ハ長調 4分の4拍子 ソナタ形式
  - 第2楽章 Andante ヘ長調 4分の3拍子 三部形式
  - 第3楽章 Allegretto ハ長調 4分の2拍子 ロンド形式
- その他
  - 1787年5月28日の早朝にモーツァルトの父レオポルトが亡くなっているが、父の死を知らないモーツァルトはその翌日にこの曲を完成させている。モーツァルトは父の死にも駆けつけず、埋葬にも立ち会わなかった。[3]

### 四手のためのピアノソナタ ト長調 K.357 (497a)
四手のためのピアノソナタ ト長調 K.357 (497a) は、モーツァルトが30歳の時（1786年晩夏）にウィーンで作曲したとされる未完のソナタで、K.357 (497a) とK.500aの2楽章からなる。ケッヘルの目録では当初「四手のための変奏曲とコーダ」（断片）として扱われ、その後「アンダンテと5つの変奏曲 K.501」の中間部説も出たが、最近では独立した曲として新番号K.497aが与えられている。
- 原語曲名：Sonate in G für Klavier zu vier Händen (unvollendet) KV 357 (497a)
- 構成
  - 第1楽章 Allegro (K.357(497a)) - 98小節
  - 第2楽章 Andante (K.500a) - 160小節

## 四手のためのその他のピアノ曲

### アンダンテと5つの変奏曲 ト長調 K.501
アンダンテと5つの変奏曲 ト長調 K.501は、モーツァルトが30歳の時にウィーンで作曲、1786年11月4日に完成した変奏曲。完成の翌年に「フォルテピアノまたはハープシコードのための四手変奏曲」としてホフマイスター社から出版された。
- 原語曲名：Andante mit fünf Variationen in G für Klavier zu vier Händen KV 501
- 構成：主題と5つの変奏からなる。